# Спэнн, Райан
Ра́йан Джама́ри Спэнн (англ. Ryan Jamari Spann; род. 24 августа 1991, Мемфис, Теннесси, США) — американский боец смешанных единоборств, представитель полутяжёлой весовой категории. Начал профессиональную спортивную карьеру в 2013 году выступлением в региональных промоушенах, c 2018 года выступает в бойцовской организации Ultimate Fighting Championship.

## Карьера в смешанных единоборствах

### Ранняя карьера
После рекорда 3-1 в среднем и полусреднем весе любительского ММА, Спэнн в 2013 году начал свою профессиональную карьеру. Он участвовал в различных промоушенах, в частности в региональных Legacy Fighting Championship и Legacy Fighting Alliance, в котором становился чемпионом в полутяжёлом весе. Райан набрал рекорд 13-5 и был приглашен на Претендентскую серию Дэйны Уайта.

### Претендентская серия Дэйны Уайта
25 июля 2017 года Спэнн в рамках Претендентской серии Дэйны Уайта вышел на бой против Карла Роберсона и проиграл нокаутом после ударов локтями уже на 15 секунде.
19 июня 2018 года случилось второе появление Спэнна против Эмилиано Сорди. Райан выиграл бой удушающим приемом гильотиной на 26 секунде и получил контракт с UFC.

### Ultimate Fighting Championship
22 сентября 2018 года на турнире UFC Fight Night: Сантус vs. Андерс заменил травмированного Марка Годбира и встретился с Луисом Энрике, выиграв дебютный бой единогласным решением судей.
11 мая 2019 года на турнире UFC 237 состоялся второй бой Спэнна в лиге против Антониу Рожериу Ногейры. Американец выиграл нокаутом левым апперкотом в первом раунде.
12 октября 2019 года Райан встретился с Дэвином Кларком на турнире UFC Fight Night: Йоанна vs. Уотерсон, выиграл бой удушающим приемом гильотиной во втором раунде.
9 мая 2020 года на турнире UFC 249 Спэнн вышел против Сэма Алви. Несмотря на нокдаун в третьем раунде, Райан выиграл бой раздельным решением судей.
5 сентября 2020 года он должен был сразиться с Джонни Уокером на турнире UFC Fight Night: Оверим vs. Сакаи, однако бразилец сдал положительный тест на COVID-19 и бой был перенесен на 19 сентября 2020 года на турнире UFC Fight Night: Ковингтон vs. Вудли. Несмотря на два нокдауна в начале первого раунда, Уокер победил нокаутом.
19 декабря 2020 года на турнире UFC Fight Night: Томпсон vs. Нил Спэнн должен был встретиться с Мишей Циркуновым, но соперник выбыл в начале декабря из-за травмы. Бой был перенесен на 13 марта 2021 года на турнире UFC Fight Night: Эдвардс vs. Мухаммад. Райан сбил канадца с ног на первой минуте и выиграл бой техническим нокаутом в первом раунде. Эта победа принесла ему награду «Выступление вечера».
18 сентября 2021 года Спэнн в главном бою турнира UFC Fight Night: Смит vs. Спэнн проиграл удушающим приемом сзади в первом раунде Энтони Смиту.
26 февраля 2022 года на турнире UFC Fight Night: Махачев vs. Грин Райан должен был сразиться с Ионом Куцелабой, но Спэнн был снят с турнира из-за травмы, а бой был перенесен на UFC on ESPN: Блахович vs. Ракич. Американец выиграл бой удушающим приемом гильотиной в первом раунде. Победа принесла Спэнну его вторую премию «Выступление вечера».
12 ноября 2022 года на турнире UFC 281 Спэнн встретился с Домиником Рейесом. На взвешивании он весил 206,6 фунта, что на шесть десятых фунта больше лимита боя в полутяжёлом весе без титула. Поединок прошел в промежуточном весе и Спэнн был оштрафован на 20% гонорара, которые достались Рейесу. Райан выиграл бой нокаутом в первом раунде.
25 февраля 2023 года в главном бою турнира UFC Fight Night: Крылов vs. Спэнн американец должен был встретиться с Никитой Крыловым. Однако в день боя Крылов снялся из-за болезни, и встреча была перенесена на UFC Fight Night: Ян vs. Двалишвили. Спэнн проиграл бой, сдавшись в первом раунде.

## Титулы и достижения

### Смешанные единоборства
- Ultimate Fighting Championship
  - Обладатель премии «Выступление вечера» (два раза) против Миши Циркунова и Иона Куцелабы[17][21]
- Legacy Fighting Alliance
  - Чемпион LFA в полутяжёлом весе (один раз) vs. Алекс Николсон[1]
- Hero FC
  - Чемпион Hero FC в среднем весе (один раз)

## Статистика в смешанных единоборствах
По данным Sherdog:
| Боёв 34  | Побед 23 | Поражений 11 |
| -------- | -------- | ------------ |
| Нокаутом | 6        | 5            |
| Сдачей   | 14       | 3            |
| Решением | 3        | 3            |

| Результат | Рекорд | Соперник                | Способ                     | Турнир                                        | Дата             | Раунд | Время | Место                       | Примечание                                                                     |
| --------- | ------ | ----------------------- | -------------------------- | --------------------------------------------- | ---------------- | ----- | ----- | --------------------------- | ------------------------------------------------------------------------------ |
| Победа    | 23-11  | Лукаш Бржески           | Сдача (гильотина)          | UFC 318                                       | 19 июля 2025     | 1     | 2:47  | Новый Орлеан, Луизиана, США |                                                                                |
| Поражение | 22-11  | Вальдо Кортес-Акоста    | KO (удары)                 | UFC Fight Night: Веттори vs. Долидзе 2        | 16 марта 2025    | 2     | 4:48  | Лас-Вегас, Невада, США      | Дебют в тяжёлом весе                                                           |
| Победа    | 22-10  | Овинс Сен-Прё           | Сдача (гильотина)          | UFC 307                                       | 5 октября 2024   | 1     | 1:35  | Солт-Лейк-Сити, Юта, США    | «Выступление вечера» (3)                                                       |
| Поражение | 21-10  | Богдан Гуськов          | TKO (удары)                | UFC on ESPN: Николау vs. Перес                | 27 апреля 2024   | 2     | 3:16  | Лас-Вегас, Невада, США      |                                                                                |
| Поражение | 21-9   | Энтони Смит             | Раздельное решение         | UFC Fight Night: Холлоуэй vs. Корейский зомби | 26 августа 2023  | 3     | 5:00  | Каланг, Сингапур            |                                                                                |
| Поражение | 21-8   | Никита Крылов           | Сдача (треугольник)        | UFC Fight Night: Ян vs. Двалишвили            | 11 марта 2023    | 1     | 3:38  | Лас-Вегас, Невада, США      | Бой в промежуточном весе 97,52 кг                                              |
| Победа    | 21-7   | Доминик Рейес           | Нокаут (удары)             | UFC 281                                       | 12 ноября 2022   | 1     | 1:20  | Нью-Йорк, США               | Бой в промежуточном весе 93,44 кг. Спэнн не уложился в лимит весовой категории |
| Победа    | 20-7   | Ион Куцелаба            | Сдача (гильотина)          | UFC on ESPN: Блахович vs. Ракич               | 14 мая 2022      | 1     | 2:22  | Лас-Вегас, Невада, США      | «Выступление вечера» (2)                                                       |
| Поражение | 19-7   | Энтони Смит             | Сдача (удушение сзади)     | UFC Fight Night: Смит vs. Спэнн               | 18 сентября 2021 | 1     | 3:47  | Лас-Вегас, Невада, США      |                                                                                |
| Победа    | 19-6   | Михаил Циркунов         | Технический нокаут (удары) | UFC Fight Night: Эдвардс vs. Мухаммад         | 13 марта 2021    | 1     | 1:11  | Лас-Вегас, Невада, США      | «Выступление вечера» (1)                                                       |
| Поражение | 18-6   | Джонни Уокер            | Нокаут (удары локтями)     | UFC Fight Night: Ковингтон vs. Вудли          | 19 сентября 2020 | 1     | 2:43  | Лас-Вегас, Невада, США      |                                                                                |
| Победа    | 18-5   | Сэм Алви                | Раздельное решение         | UFC 249                                       | 9 мая 2020       | 3     | 5:00  | Джэксонвилл, Флорида, США   |                                                                                |
| Победа    | 17-5   | Дэвин Кларк             | Сдача (гильотина)          | UFC Fight Night: Йоанна vs. Уотерсон          | 12 октября 2019  | 2     | 2:01  | Тампа, Флорида, США         |                                                                                |
| Победа    | 16-5   | Антониу Рожериу Ногейра | Нокаут (удары)             | UFC 237                                       | 11 мая 2019      | 1     | 2:07  | Рио-де-Жанейро, Бразилия    |                                                                                |
| Победа    | 15-5   | Луис Энрике             | Единогласное решение       | UFC Fight Night: Сантус vs. Андерс            | 22 сентября 2018 | 3     | 5:00  | Сан-Паулу, Бразилия         |                                                                                |
| Победа    | 14-5   | Эмилиано Сорди          | Сдача (гильотина)          | Dana White’s Contender Series Season 2        | 19 января 2018   | 1     | 0:26  | Лас-Вегас, Невада, США      |                                                                                |
| Победа    | 13-5   | Алекс Николсон          | Нокаут (удары)             | LFA 32 — Allen vs. Hernandez                  | 26 января 2018   | 1     | 4:24  | Лейк-Чарльз, Луизиана, США  | Завоевал пояс чемпиона LFA в полутяжёлом весе                                  |
| Победа    | 12-5   | Майрон Деннис           | Нокаут (удары)             | LFA 27 — Watley vs. Wilson                    | 10 ноября 2017   | 1     | 3:08  | Шони, Оклахома, США         |                                                                                |
| Победа    | 11-5   | Лемаркус Такер          | Сдача (удушение сзади)     | LFA 23 — Krantz vs. Nakashima                 | 22 сентября 2017 | 1     | 2:55  | Божер, Луизиана, США        | Возвращение в полутяжёлый вес                                                  |
| Поражение | 10-5   | Карл Роберсон           | Нокаут (удары локтями)     | Dana White’s Contender Series Season 1        | 25 июля 2017     | 1     | 0:15  | Лас-Вегас, Невада, США      |                                                                                |
| Победа    | 10-4   | Роман Пиццолато         | Сдача (гильотина)          | WFC — World Fighting Championships 72         | 13 мая 2017      | 1     | 0:20  | Батон-Руж, Луизиана, США    |                                                                                |
| Поражение | 9-4    | Тревин Джайлз           | Раздельное решение         | LFA 3 — Spann vs. Giles                       | 10 февраля 2017  | 3     | 5:00  | Лейк-Чарльз, Луизиана, США  | Возвращение в средний вес                                                      |
| Поражение | 9-3    | Роберт Дрисдейл         | Сдача (удушение сзади)     | LFC 58 — Legacy Fighting Championship 58      | 22 июля 2016     | 2     | 2:58  | Лейк-Чарльз, Луизиана, США  | Бой за вакантный пояс чемпиона Legacy FC в полутяжёлом весе                    |
| Победа    | 9-2    | Аарон Дэвис             | Сдача (гильотина)          | LFC 52 — Legacy Fighting Championship 52      | 25 марта 2016    | 1     | 2:53  | Лейк-Чарльз, Луизиана, США  | Возвращение в полутяжёлый вес                                                  |
| Поражение | 8-2    | Леонардо Лейте          | Единогласное решение       | LFC 48 — Legacy Fighting Championship 48      | 13 ноября 2015   | 5     | 5:00  | Лейк-Чарльз, Луизиана, США  | Бой за пояс чемпиона Legacy FC в среднем весе                                  |
| Победа    | 8-1    | Ларри Кроу              | Нокаут (удары)             | LFC 42 — Legacy Fighting Championship 42      | 26 июня 2015     | 1     | 0:08  | Лейк-Чарльз, Луизиана, США  |                                                                                |
| Победа    | 7-1    | Дуайт Гипсон            | Сдача (гильотина)          | Vengeance Fighting Alliance — Round 5         | 9 мая 2015       | 1     | 4:39  | Лейк-Чарльз, Луизиана, США  |                                                                                |
| Победа    | 6-1    | Артенас Янг             | Сдача (гильотина)          | FF — Fury Fighting 4                          | 13 февраля 2015  | 3     | 2:32  | Хамбл, Техас, США           |                                                                                |
| Поражение | 5-1    | Брэндон Фаррен          | Технический нокаут (удары) | Hero FC — Best of the Best 3                  | 12 сентября 2014 | 1     | 0:21  | Браунсвилл, Техас, США      | Утратил пояс чемпиона Hero FC в среднем весе                                   |
| Победа    | 5-0    | Рэнди Маккарти          | Единогласное решение       | Hero FC 1 — Best of the Best                  | 1 февраля 2014   | 3     | 5:00  | Харлинген, Техас, США       | Завоевал пояс чемпиона Hero FC в среднем весе                                  |
| Победа    | 4-0    | Джоновен Пати           | Сдача (гильотина)          | Hero FC — Texas Pride                         | 28 сентября 2013 | 1     | 2:32  | Бомонт, Техас, США          |                                                                                |
| Победа    | 3-0    | Брэндон Аткинс          | Сдача (гильотина)          | Hero FC — Pride of the Valley 2               | 21 июня 2013     | 1     | 0:44  | Фарр, Техас, США            | Возвращение в средний вес                                                      |
| Победа    | 2-0    | Стивен Замора           | Сдача (удушение сзади)     | EODV — El Orgullo del Valle                   | 16 марта 2013    | 1     | 2:25  | Фарр, Техас, США            | Дебют в полутяжёлом весе                                                       |
| Победа    | 1-0    | Аарон Лебрун            | Сдача (удушение сзади)     | Vengeance Fighting Alliance — Round 1         | 16 февраля 2013  | 1     | н/д   | Лейк-Чарльз, Луизиана, США  | Дебют в среднем весе ММА                                                       |